# Hapsinotus atripleurum
Hapsinotus atripleurum är en stekelart som beskrevs av Henry Keith Townes, Jr. 1970. Hapsinotus atripleurum ingår i släktet Hapsinotus och familjen brokparasitsteklar. Inga underarter finns listade i Catalogue of Life.